# Orden de María Ana
La Orden de María Ana (en alemán Maria Anne-Orden) fue una orden de caballería femenina fundada en el Reino de Sajonia.

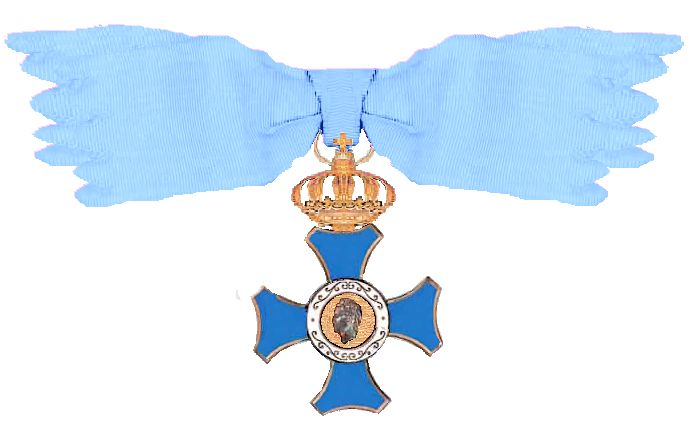
Medalla de la Orden de María Ana

## Historia y clases
La Orden fue fundada el 15 de mayo de 1906 por el rey Federico Augusto III de Sajonia para conmemorar la memoria de su madre, María Ana.
La Orden era un honor puramente femenino y podía otorgarse indistintamente a mujeres casadas o solteras, con el objetivo de premiar a aquellas que se hubieran distinguido en obras de utilidad pública o por causas piadosas.
La Orden se dividió en tres clases de mérito, además de una cruz:
- Dama de primera clase con corona.
- Dama de segunda clase
- Dama de tercera clase (agregada en 1907)
- Cruz de María Anna (añadida el 21 de enero de 1913)

## Símbolos
La medalla de la Orden consistía en una cruz de oro esmaltada en azul y ribeteada en oro con brazos muy curvados. El medallón central de la cruz era de oro y mostraba el busto de María Ana de perfil hacia la izquierda realizado en plata, todo ello rodeado por una banda esmaltada en blanco con adornos de oro. En el reverso, repitiendo las mismas decoraciones, se encontraron las iniciales "M A" en plata (de Maria Anna) en el centro del medallón, también sobre fondo dorado. Todo estaba sostenido sobre la cinta por una corona real de oro.
La Cruz de María Ana, en cambio, estaba hecha de plata.
La cinta era azul claro con una banda blanca a cada lado.